# Evelyn Lambart
Evelyn Lambart (Ottawa, Canadá, 1914 - Sutton, Quebec, 1999) es una de las animadoras canadienses más importantes de todos los tiempos. Fue la primera mujer que entró en la sección de animación del National Film Board of Canada. Integrada en el equipo de trabajo de Norman McLaren, codirigió obras tan importantes como Begone Dull Care, Lines: Vertical o Le Merle. En su carrera en solitario, la animadora se decantó más por la animación con recortes de papel y regresó a la construcción de historias más clásicas.

## Premios y distinciones
Festival Internacional de Cine de Berlín
| Año  | Categoría                                                  | Película         | Resultado |
| ---- | ---------------------------------------------------------- | ---------------- | --------- |
| 1951 | Oso de bronce a la Mejor Película de crimen o de aventuras | Begone Dull Care | Ganadora  |
| 1956 | Oso de Plata al mejor cortometraje                         | Rythmetic        | Ganadora  |